# Dunávice
Dunávice je malá vesnice, část městyse Netvořice v okrese Benešov. Nachází se asi 2 km na východ od Netvořic. V roce 2009 zde bylo evidováno 26 adres.
Dunávice je také název katastrálního území o rozloze 2,09 km².

## Historie
První písemná zmínka o vesnici pochází z roku 1255.
Za druhé světové války se ves stala součástí vojenského cvičiště Zbraní SS Benešov a její obyvatelé se museli 1. dubna 1943 vystěhovat.